# Tour du Bois
Ne pas confondre avec la « tour du bois » du château de Vincennes
La tour du Bois est une des principales tours de l'enceinte de Charles V, construite entre 1356 et 1383 sur la rive droite de la Seine pour contribuer à la défense Paris.

## Histoire

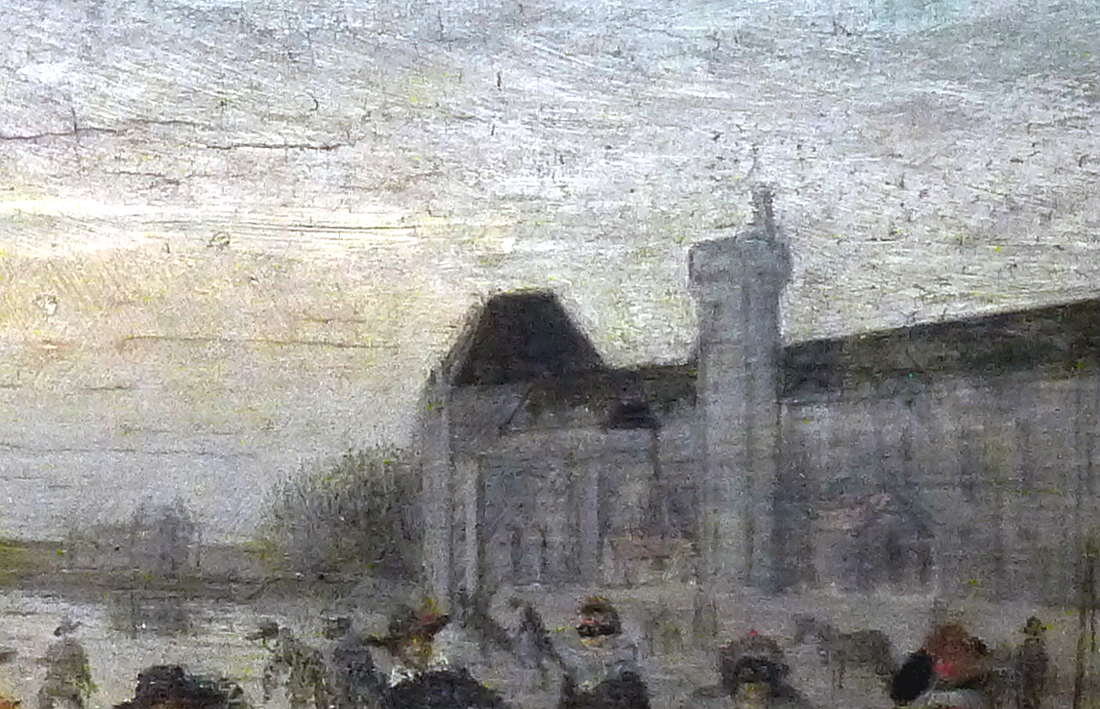
Tour du Bois lors du « grand hiver » de 1607-1608, au cours duquel la Seine gela (détail du tableau Patineurs sur la Seine en 1608, École française, musée Carnavalet).

La tour du Bois a été construite au bord de la Seine au niveau de l'actuel pont du Carrousel pour protéger le côté ouest de la ville, considéré comme le plus exposé car se situant en direction de la Normandie, alors occupée par les Anglais. Un rempart a été construit le long de la Seine pour constituer un « retour » jusqu'à la tour du Coin, datant de l'enceinte de Philippe Auguste, et qui était située au niveau du pont des Arts.
La tour a été démolie vers 1670.